# Гетто в Руденске
Гетто в Ру́денске (лето 1941 — 10 октября 1941) — еврейское гетто, место принудительного переселения евреев поселка Руденск Пуховичского района Минской области и близлежащих населённых пунктов в процессе преследования и уничтожения евреев во время оккупации территории Белоруссии войсками нацистской Германии в период Второй мировой войны.

## Оккупация Руденска и создание гетто
Поселок Руденск был захвачен немецкими войсками 30 июня 1941 года, и оккупация продлилась 3 года — до 4 июля 1944 года.

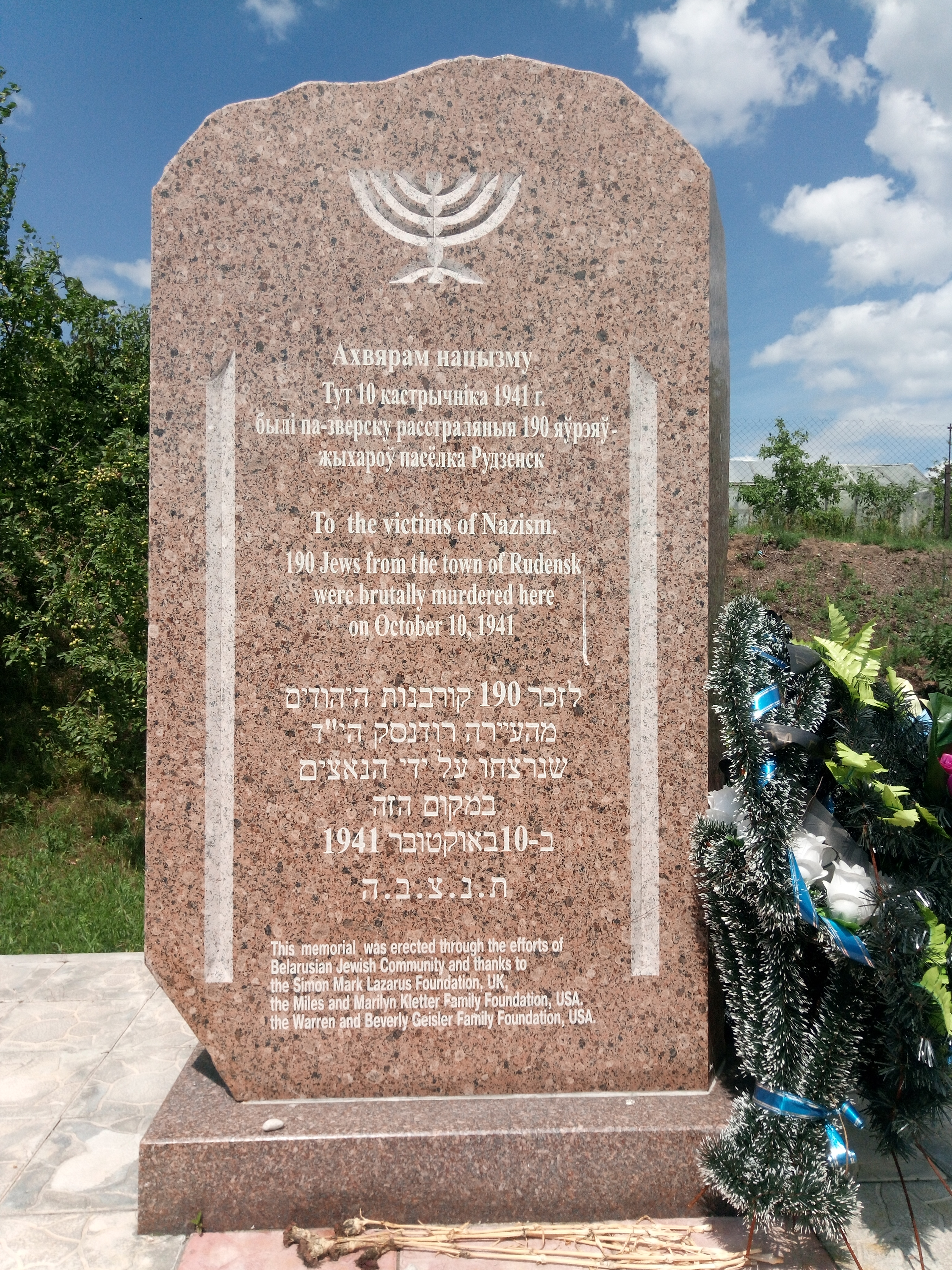

Сразу после оккупации Руденска был организован юденрат и назначен староста. Затем началось ограбление евреев — с них потребовали собрать золото, определённое количество постельного белья, одеял и обуви.

## Условия в гетто
В конце августа 1941 года немцы, реализуя нацистскую программу уничтожения евреев, организовали в местечке гетто, которое располагалось на улице Дукорской.
Евреев обязали нашить желтые шестиконечные звезды на верхнюю одежду и использовали на тяжелых принудительных работах. Узников постоянно избивали и содержали в условиях голода, болезней и непрерывных издевательств. За невыполнение любого приказа евреям полагался расстрел.

## Уничтожение гетто
Начальником жандармерии в Руденске до 1943 года был Фибих из Восточной Пруссии. Он и его подчиненные также участвовали в массовых убийствах жителей Руденска.
В октябре (ноябре) 1941 года в Руденске немцами и литовскими полицейскими во время последней «акции» (таким эвфемизмом нацисты называли организованные ими массовые убийства) были убиты около 300 (370) евреев — часть из которых была расстреляна к западу от железной дороги.

## Память
В 1955 году на месте расстрела 190 (180, 300) руденских евреев был установлен памятник жертвам геноцида, который был заменен на новый в 2017 году.